# Konrad Krönig
Konrad Bolesław Krönig (ur. 8 marca 1983 w Skarżysku-Kamiennej) – polski menedżer i samorządowiec, w latach 2014–2024 prezydent Skarżyska-Kamiennej.

## Życiorys
W 2002 ukończył I Liceum Ogólnokształcące im. Juliusza Słowackiego w Skarżysku-Kamiennej. Odbył studia z zakresu administracji na Wydziale Prawa i Administracji Uniwersytetu Jagiellońskiego. W latach 2008–2009 studiował nadto w Polsko-Amerykańskiej Szkole Biznesu, na Politechnice Krakowskiej i na Central Connecticut State University. Pracował m.in. jako dyrektor w skarżyskim oddziale Centrum Nauki i Biznesu „ŻAK” oraz menedżer w szkole języka angielskiego w Kielcach oraz Świętokrzyskim Centrum Innowacji i Transferu Technologii w tym mieście.
W wyborach samorządowych w 2006 z listy KWW „tu mieszkam” uzyskał mandat radnego rady miejskiej w Skarżysku-Kamiennej. W 2010 uzyskał reelekcję.
W wyborach na prezydenta Skarżyska-Kamiennej w 2014, jako kandydat KWW Przyszłość i Rozwój (przy poparciu Polskiego Stronnictwa Ludowego), zajął w pierwszej turze pierwsze miejsce, otrzymując 7218 głosów (39,52%). W drugiej turze, z rekomendacją Platformy Obywatelskiej, pokonał urzędującego prezydenta Romana Wojcieszka, uzyskując 10 060 głosów (65,74%). Urząd objął w czasie drugiej w kadencji sesji rady miejskiej 8 grudnia 2014.
W wyborach samorządowych w 2018 ponownie zarejestrował się jako kandydat na urząd prezydenta miasta, uzyskał poparcie ze strony Platformy Obywatelskiej i Polskiego Stronnictwa Ludowego. W pierwszej turze zajął pierwsze miejsce, otrzymując 8164 głosy (42,26%), przechodząc do drugiej tury, w której jego kontrkandydatem został Mariusz Bodo z Prawa i Sprawiedliwości. W drugiej turze został ponownie wybrany na urząd prezydenta, otrzymując w niej 10 081 głosów (57,70%). W 2023 kandydował bez powodzenia do Sejmu z ramienia Trzeciej Drogi. W 2024 nie ubiegał się o ponowny wybór na urząd prezydenta, bezskutecznie startował natomiast do rady powiatu skarżyskiego.